# Steven Spurrier

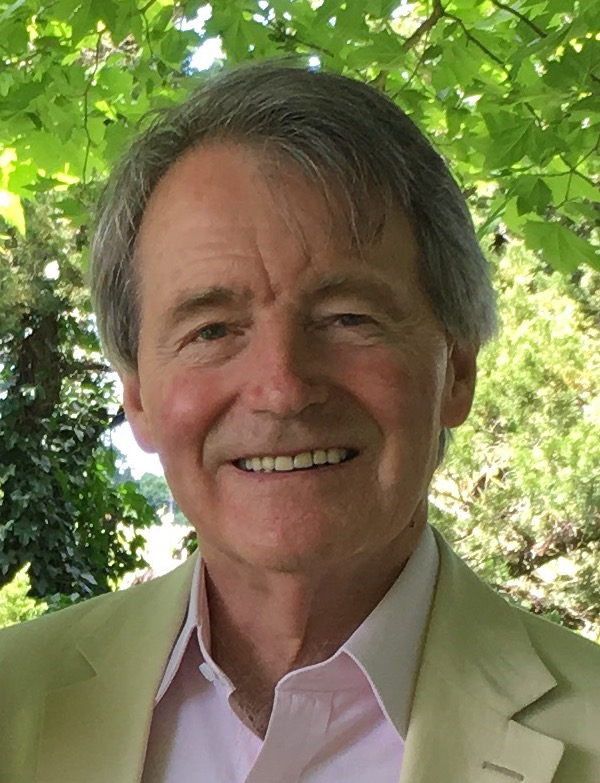
Steven Spurrier (2016)

Steven Spurrier (* 5. Oktober 1941; † 9. März 2021) war ein britischer Weinkritiker und Weinhändler in Paris.
Er organisierte 1976 die legendäre Weinjury von Paris, die überraschend den Mythos der Überlegenheit des französischen Weines erschütterte und die letztlich die Ausdehnung des Weinanbaus in der Neuen Welt vorantrieb und für höhere Weinqualität weltweit sorgte.
Er war der Gründer der Académie du Vin und Begründer von Weinkursen bei Christie’s. Er war auch Autor und Co-Autor von über einem Dutzend Büchern über Wein.
Im Filmdrama Bottle Shock spielte Alan Rickman die Rolle des Steven Spurrier.

## Werke
- The Academie Du Vin Concise Guide to French Country Wines (1984) ISBN 9780399508295
- How to Buy Fine Wines (1986)
- Academie Du Vin Wine Course (1991) mit dem Franzosen Michel Dovaz ISBN 9780026132626
- Clarke & Spurrier's Fine Wine Guide (1998) zusammen mit Oz Clarke ISBN 9780151004126